# Piotr Wącisz
Piotr "Anioł" Wącisz (ur. 1 maja 1971 w Stalowej Woli) – polski basista i wokalista.

## Życiorys
Pochodzi z Sandomierza.
Jest założycielem i basistą polskiej grupy muzycznej Corruption. Od 2006 roku także członek thrashmetalowej grupy Virgin Snatch. Muzyk zajmuje się również managementem Corruption. Od 2006 do 2014 roku pracował także jako dziennikarz w Dzienniku Gazecie Prawnej, dział „7Dni” w dodatku Kultura. Od 2010 roku członek Akademii Fonograficznej – Sekcja Muzyki Rozrywkowej. Od marca 2013 jest konsultantem muzycznym przy spektaklu „Exterminator” w warszawskim Teatrze Dramatycznym (Scena Teatr Na Woli). Był basistą zespołów Night Gallery oraz Dr.Ink.

## Dyskografia
Night Gallery
- True Lovers Path (1995, Negative Records)[2]
- Our Love Means War (1997)
- Disco’s Out, Slaughter’s In SPLIT (Novum Vox Mortis, NVMCD005)

Virgin Snatch
- In the Name of Blood (2006, Mystic Production)
- We Serve No One (2014, Mystic Production)
- Vote is a Bullet (2018, Mystic Production)

## Nagrody i wyróżnienia
| Rok  | Kategoria                                          | Nagroda                      | Nota      |
| ---- | -------------------------------------------------- | ---------------------------- | --------- |
| 2003 | Album roku (Corruption - Pussyworld)               | Plebiscyt Metal Hammer, 2002 | 7 miejsce |
| 2003 | Zespół roku (Corruption)                           | Plebiscyt Metal Hammer, 2002 | 6 miejsce |
| 2003 | Przebój roku (Corruption - "Wasted")               | Plebiscyt Metal Hammer, 2002 | 9 miejsce |
| 2011 | Album roku metal (Corruption - Bourbon River Bank) | Fryderyk                     | Nominacja |